# Золотой глобус (премия, 1973)
30-я церемония вручения наград премии «Золотой глобус»

28 января 1973 года
Лучший фильм (драма): 

«Крёстный отец»
Лучший фильм (комедия или мюзикл): 

«Кабаре»
< 29-я Церемонии вручения 31-я >
30-я церемония вручения наград премии «Золотой глобус» за заслуги в области кинематографа и телевидения за 1972 год. Церемония состоялась в Century Plaza Hotel, Лос-Анджелес, Калифорния, США.

## Статистика
| Фильм                                     | номинации | победы |
| ----------------------------------------- | --------- | ------ |
| • Кабаре / Cabaret                        | 9         | 3      |
| • Крёстный отец / The Godfather           | 7         | 5      |
| • Аванти! / Avanti!                       | 6         | 1      |
| • Все в семье / All in the Family         | 5         | 2      |
| • Бабочки свободны / Butterflies Are Free | 5         | 1      |

## Победители и номинанты
Здесь приведён полный список победителей и номинантов.
| Победители выделены отдельным цветом. |

### Игровое кино
| Категории                                    | Фотографии лауреатов | Победители и номинанты                                                  |
| -------------------------------------------- | --- | ----------------------------------------------------------------------- |
| Лучший фильм (драма)                         | | • «Крёстный отец» (продюсер: Альберт С. Радди)                          |
| Лучший фильм (драма)                         | • «Избавление» (продюсер: Джон Бурмен)                                                                                       |                                                                         |
| Лучший фильм (драма)                         | • «Исступление» (продюсер: Альфред Хичкок)                                                                                   |                                                                         |
| Лучший фильм (драма)                         | • «Приключение «Посейдона»» (продюсер: Ирвин Аллен)                                                                          |                                                                         |
| Лучший фильм (драма)                         | • «Игра навылет» (продюсер: Мортон Готтлиб)                                                                                  |                                                                         |
| Лучший фильм (комедия или мюзикл)            | | • «Кабаре» (продюсер: Сай Фойер)                                        |
| Лучший фильм (комедия или мюзикл)            | • «Путешествия с моей тётей» (продюсер: Роберт Фрайер)                                                                       |                                                                         |
| Лучший фильм (комедия или мюзикл)            | • «Бабочки свободны» (продюсер: М. Дж. Франкович)                                                                            |                                                                         |
| Лучший фильм (комедия или мюзикл)            | • «1776» (продюсер: Джек Л. Уорнер)                                                                                          |                                                                         |
| Лучший фильм (комедия или мюзикл)            | • «Аванти!» (продюсер: Билли Уайлдер)                                                                                        |                                                                         |
| Лучший режиссёр                              | | • Фрэнсис Форд Коппола — «Крёстный отец»                                |
| Лучший режиссёр                              | • Джон Бурмен — «Избавление»                                                                                                 |                                                                         |
| Лучший режиссёр                              | • Боб Фосс — «Кабаре» |                                                                         |
| Лучший режиссёр                              | • Альфред Хичкок — «Исступление»                                                                                             |                                                                         |
| Лучший режиссёр                              | • Билли Уайлдер — «Аванти!»                                                                                                  |                                                                         |
| Лучшая мужская роль (драма)                  | | • Марлон Брандо — «Крёстный отец»                                       |
| Лучшая мужская роль (драма)                  | • Майкл Кейн — «Игра навылет»                                                                                                |                                                                         |
| Лучшая мужская роль (драма)                  | • Лоренс Оливье — «Игра навылет»                                                                                             |                                                                         |
| Лучшая мужская роль (драма)                  | • Аль Пачино — «Крёстный отец»                                                                                               |                                                                         |
| Лучшая мужская роль (драма)                  | • Джон Войт — «Избавление»                                                                                                   |                                                                         |
| Лучшая женская роль (драма)                  | | • Лив Ульман — «Эмигранты»                                              |
| Лучшая женская роль (драма)                  | • Триш Ван Девер — «Один — одинокое число»                                                                                   |                                                                         |
| Лучшая женская роль (драма)                  | • Дайана Росс — «Леди поёт блюз»                                                                                             |                                                                         |
| Лучшая женская роль (драма)                  | • Сисели Тайсон — «Саундер»                                                                                                  |                                                                         |
| Лучшая женская роль (драма)                  | • Тьюсдей Уэлд — «Играй как по писаному»                                                                                     |                                                                         |
| Лучшая женская роль (драма)                  | • Джоан Вудворд — «Влияние гамма-лучей на поведение маргариток»                                                              |                                                                         |
| Лучшая мужская роль (комедия или мюзикл)     | | • Джек Леммон — «Аванти!»                                               |
| Лучшая мужская роль (комедия или мюзикл)     | • Эдвард Альберт — «Бабочки свободны»                                                                                        |                                                                         |
| Лучшая мужская роль (комедия или мюзикл)     | • Чарлз Гродин — «Разбивающий сердца»                                                                                        |                                                                         |
| Лучшая мужская роль (комедия или мюзикл)     | • Уолтер Маттау — «Пит и Тилли»                                                                                              |                                                                         |
| Лучшая мужская роль (комедия или мюзикл)     | • Питер О`Тул — «Человек из Ла Манчи»                                                                                        |                                                                         |
| Лучшая женская роль (комедия или мюзикл)     | | • Лайза Миннелли — «Кабаре»                                             |
| Лучшая женская роль (комедия или мюзикл)     | • Кэрол Бёрнетт — «Пит и Тилли»                                                                                              |                                                                         |
| Лучшая женская роль (комедия или мюзикл)     | • Голди Хоун — «Бабочки свободны»                                                                                            |                                                                         |
| Лучшая женская роль (комедия или мюзикл)     | • Джульетт Миллс — «Аванти!»                                                                                                 |                                                                         |
| Лучшая женская роль (комедия или мюзикл)     | • Мэгги Смит — «Путешествия с моей тетей»                                                                                    |                                                                         |
| Лучшая мужская роль второго плана            | | • Джоэл Грей — «Кабаре»                                                 |
| Лучшая мужская роль второго плана            | • Джеймс Каан — «Крёстный отец»                                                                                              |                                                                         |
| Лучшая мужская роль второго плана            | • Джеймс Коко — «Человек из Ла Манчи»                                                                                        |                                                                         |
| Лучшая мужская роль второго плана            | • Алек МакКоуэн — «Путешествия с моей тетей»                                                                                 |                                                                         |
| Лучшая мужская роль второго плана            | • Клайв Ревилл — «Аванти!»                                                                                                   |                                                                         |
| Лучшая женская роль второго плана            | | • Шелли Уинтерс — «Приключение «Посейдона»»                             |
| Лучшая женская роль второго плана            | • Мариза Беренсон — «Кабаре»                                                                                                 |                                                                         |
| Лучшая женская роль второго плана            | • Дженни Берлин — «Разбивающий сердца»                                                                                       |                                                                         |
| Лучшая женская роль второго плана            | • Хелена Каллианиотис — «Сенсация Канзас-сити»                                                                               |                                                                         |
| Лучшая женская роль второго плана            | • Джералдин Пейдж — «Пит и Тилли»                                                                                            |                                                                         |
| Лучший сценарий                              | | • Марио Пьюзо, Френсис Форд Коппола — «Крёстный отец»                   |
| Лучший сценарий                              | • Джей Прессон Аллен — «Кабаре»                                                                                              |                                                                         |
| Лучший сценарий                              | • И. А. Л. Даймонд — «Аванти!»                                                                                               |                                                                         |
| Лучший сценарий                              | • Джеймс Дикки — «Избавление»                                                                                                |                                                                         |
| Лучший сценарий                              | • Энтони Шаффер — «Исступление»                                                                                              |                                                                         |
| Лучший сценарий                              | • Нил Саймон — «Разбивающий сердца»                                                                                          |                                                                         |
| Лучшая музыка к фильму                       | | • Нино Рота — «Крёстный отец»                                           |
| Лучшая музыка к фильму                       | • Рон Гудвин — «Исступление»                                                                                                 |                                                                         |
| Лучшая музыка к фильму                       | • Куинси Джонс — «Побег» |                                                                         |
| Лучшая музыка к фильму                       | • Мишель Легран — «Леди поёт блюз»                                                                                           |                                                                         |
| Лучшая музыка к фильму                       | • Джон Уильямс — «Приключение «Посейдона»»                                                                                   |                                                                         |
| Лучшая песня                                 | | • «Ben» — «Бен» (композитор: Уолтер Шарф)                               |
| Лучшая песня                                 | • «Carry Me» — «Бабочки свободны» (композитор: Боб Алчивар)                                                                  |                                                                         |
| Лучшая песня                                 | • «Dueling Banjos» — «Избавление» (композитор: Артур Смит)                                                                   |                                                                         |
| Лучшая песня                                 | • «Marmalade, Molasses and Honey» — «Жизнь и времена судьи Роя Бина» (композитор: Морис Жарр)                                |                                                                         |
| Лучшая песня                                 | • «Money» — «Кабаре» (композитор: Джон Кандер)                                                                               |                                                                         |
| Лучшая песня                                 | • «Song From The Poseidon Adventure (The Morning After)» — «Приключение «Посейдона»» (композиторы: Джоэл Хиршхорн, Аль Каша) |                                                                         |
| Лучшая песня                                 | • «Take Me Home» — «Молли и Джон Лоулесс» (композитор: Джонни Мэндел)                                                        |                                                                         |
| Лучший иностранный фильм                     | | • «Эмигранты» (режиссёр: Ян Труэль) • «Поселенцы» (режиссёр: Ян Труэль) |
| Лучший иностранный фильм                     | • «Скромное обаяние буржуазии» (режиссёр: Луис Бунюэль)                                                                      |                                                                         |
| Лучший иностранный фильм                     | • «Рим» (режиссёр: Федерико Феллини)                                                                                         |                                                                         |
| Лучший иностранный фильм                     | • «Мираж» (режиссёр: Армандо Роблес Годой)                                                                                   |                                                                         |
| Лучший иностранный фильм                     | • «Шёпоты и крики» (режиссёр: Ингмар Бергман)                                                                                |                                                                         |
| Лучший иностранный фильм на английском языке | | • «Молодой Уинстон» (режиссёр: Ричард Аттенборо)                        |
| Лучший иностранный фильм на английском языке | • «Образы» (режиссёр: Роберт Олтмен)                                                                                         |                                                                         |
| Лучший иностранный фильм на английском языке | • «Живущие свободными» (режиссёр: Джек Коуффер)                                                                              |                                                                         |
| Лучший иностранный фильм на английском языке | • «Правящий класс» (режиссёр: Питер Медак)                                                                                   |                                                                         |
| Лучший иностранный фильм на английском языке | • «Зи и компания» (режиссёр: Брайан Дж. Хаттон)                                                                              |                                                                         |
| Лучший дебют актёра                          | | • Эдвард Альберт — «Бабочки свободны»                                   |
| Лучший дебют актёра                          | • Фредерик Форрест — «Когда умирают легенды»                                                                                 |                                                                         |
| Лучший дебют актёра                          | • Кевин Хукс — «Саундер» |                                                                         |
| Лучший дебют актёра                          | • Майкл Сакс — «Бойня номер пять»                                                                                            |                                                                         |
| Лучший дебют актёра                          | • Саймон Уорд — «Молодой Уинстон»                                                                                            |                                                                         |
| Лучший дебют актрисы                         | | • Дайана Росс — «Леди поёт блюз»                                        |
| Лучший дебют актрисы                         | • Сиан Барбара Аллен — «Ты полюбишь мою мать»                                                                                |                                                                         |
| Лучший дебют актрисы                         | • Мариса Беренсон — «Кабаре»                                                                                                 |                                                                         |
| Лучший дебют актрисы                         | • Мэри Коста — «Большой вальс»                                                                                               |                                                                         |
| Лучший дебют актрисы                         | • Мэдлин Кан — «В чём дело, док?»                                                                                            |                                                                         |
| Лучший дебют актрисы                         | • Виктория Принсипал — «Жизнь и времена судьи Роя Бина»                                                                      |                                                                         |

### Телевизионные фильмы и сериалы
Здесь приведён полный список победителей и номинантов.
| Победители выделены отдельным цветом. |

| Категории                                           | Фотографии лауреатов                               | Победители и номинанты    |
| --------------------------------------------------- | -------------------------------------------------- | ------------------------- |
| Лучший телевизионный сериал (драма)                 |                                                    | • «Коломбо»               |
| Лучший телевизионный сериал (драма)                 | • «Америка»                                        |                           |
| Лучший телевизионный сериал (драма)                 | • «Мэнникс»                                        |                           |
| Лучший телевизионный сериал (драма)                 | • «Медицинский центр»                              |                           |
| Лучший телевизионный сериал (драма)                 | • «Уолтоны»                                        |                           |
| Лучший телевизионный сериал (комедия или мюзикл)    |                                                    | • «Все в семье»           |
| Лучший телевизионный сериал (комедия или мюзикл)    | • «Чертова служба в госпитале Мэш»                 |                           |
| Лучший телевизионный сериал (комедия или мюзикл)    | • «Шоу Мэри Тайлер Мур»                            |                           |
| Лучший телевизионный сериал (комедия или мюзикл)    | • «Мод»                                            |                           |
| Лучший телевизионный сериал (комедия или мюзикл)    | • «Час комедии с Сонни и Шер»                      |                           |
| Лучшая мужская роль в телевизионном сериале (драма) |                                                    | • Питер Фальк — «Коломбо» |
| Лучшая мужская роль в телевизионном сериале (драма) | • Майк Коннорс — «Мэнникс»                         |                           |
| Лучшая мужская роль в телевизионном сериале (драма) | • Уильям Конрад — «Кеннон»                         |                           |
| Лучшая мужская роль в телевизионном сериале (драма) | • Чад Эверетт — «Медицинский центр»                |                           |
| Лучшая мужская роль в телевизионном сериале (драма) | • Дэвид Хартман — «The Bold Ones: The New Doctors» |                           |
| Лучшая мужская роль в телевизионном сериале (драма) | • Роберт Янг — «Доктор Маркус Уэлби»               |                           |
| Лучшая женская роль в телевизионном сериале (драма) |                                                    | • Гейл Фишер — «Мэнникс»  |
| Лучшая женская роль в телевизионном сериале (драма) | • Эллен Корби — «Уолтоны»                          |                           |
| Лучшая женская роль в телевизионном сериале (драма) | • Сьюзан Сент-Джеймс — «МакМиллан и жена»          |                           |
| Лучшая женская роль в телевизионном сериале (драма) | • Энн Джеффрис — «Бюро Дельфи»                     |                           |
| Лучшая женская роль в телевизионном сериале (драма) | • Майкл Лернд — «Уолтоны»                          |                           |
| Лучшая женская роль в телевизионном сериале (драма) | • Пегги Липтон — «Отряд «Стиляги»»                 |                           |